# Magyarország az 1956. évi téli olimpiai játékokon
Magyarország az olaszországi Cortina d’Ampezzóban megrendezett 1956. évi téli olimpiai játékok egyik részt vevő nemzete volt, 1 sportág, összesen 1 versenyszámában 1 férfi és 1 női, összesen 2 versenyző képviselte. A magyar atléták egy bronzérmet szereztek, amellyel a nem hivatalos éremtáblázaton Magyarország a tizenkettedik helyen végzett. A bronzérmet a Nagy Marianna–Nagy László-műkorcsolyapáros szerezte.
A magyar sportolók 1 sportágban összesen 4 olimpiai pontot szereztek. Ez ugyanannyi, mint az előző, oslói olimpián elért eredmény. A megnyitóünnepségen a magyar zászlót a rendező ország egy képviselője vitte.

## Érmesek
| Érem  | Versenyző                 | Sportág     | Versenyszám |
| ----- | ------------------------- | ----------- | ----------- |
| Bronz | Nagy Marianna Nagy László | Műkorcsolya | Páros       |

## Eredményesség sportáganként
Az alábbi táblázat összefoglalja a magyar versenyzők szereplését. A sportág neve mögött zárójelben lévő szám jelzi, hogy az adott szakág hány versenyszámában indult magyar sportoló.
Az egyes oszlopokban előforduló legmagasabb érték vagy értékek vastagítással kiemelve.

Az olimpiai pontok számát az alábbiak szerint lehet kiszámolni: 1. hely – 7 pont, 2. hely – 5 pont, 3. hely – 4 pont, 4. hely – 3 pont, 5. hely – 2 pont, 6. hely – 1 pont.
| Sportág         | Helyezések száma | Helyezések száma | Helyezések száma | Helyezések száma | Helyezések száma | Helyezések száma | Olimpiai pont | Indulók száma | Indulók száma | Indulók száma |
| Sportág         |                  |                  |                  | 4.               | 5.               | 6.               | Olimpiai pont | Férfi         | Nő            | Össz.         |
| Műkorcsolya (1) | 0                | 0                | 1                | 0                | 0                | 0                | 4             | 1             | 1             | 2             |
|                 |                  |                  |                  |                  |                  |                  |               |               |               |               |
| Összesen        | 0                | 0                | 1                | 0                | 0                | 0                | 4             | 1             | 1             | 2             |

## Műkorcsolya
| Versenyző                 | Versenyszám | Helyezési pontszámok bírónként | Helyezési pontszámok bírónként | Helyezési pontszámok bírónként | Helyezési pontszámok bírónként | Helyezési pontszámok bírónként | Helyezési pontszámok bírónként | Helyezési pontszámok bírónként | Helyezési pontszámok bírónként | Helyezési pontszámok bírónként | Több. hely. száma | Hely. össz. | Pont | Helyezés |
| Versenyző                 | Versenyszám | 1                              | 2                              | 3                              | 4                              | 5                              | 6                              | 7                              | 8                              | 9                              | Több. hely. száma | Hely. össz. | Pont | Helyezés |
| ------------------------- | ----------- | ------------------------------ | ------------------------------ | ------------------------------ | ------------------------------ | ------------------------------ | ------------------------------ | ------------------------------ | ------------------------------ | ------------------------------ | ----------------- | ----------- | ---- | -------- |
| Nagy Marianna Nagy László | Páros       | 5,0                            | 3,0                            | 6,0                            | 3,0                            | 4,0                            | 4,0                            | 3,0                            | 1,0                            | 3,0                            | 5×3+              | 32,0        | 99,3 |          |